# Episodi di Provaci ancora, Harry
La serie televisiva Provaci ancora, Harry, composta da un'unica stagione di 16 episodi, è stata trasmessa in anteprima negli Stati Uniti d'America dall'emittente CBS dal 27 settembre 1987 al 10 febbraio 1988.
In Italia la serie è stata trasmessa da Rai Uno dal 20 settembre 1990.
| nº | Titolo originale                | Titolo italiano | Prima TV USA      | Prima TV Italia   |
| -- | ------------------------------- | --------------- | ----------------- | ----------------- |
| 1  | Dead Men Don't Make Phone Calls |                 | 27 settembre 1987 | 20 settembre 1990 |
| 2  | Murder by Landslide             |                 | 6 ottobre 1987    |                   |
| 3  | Mr. Chapman, I Presume?         |                 | 13 ottobre 1987   |                   |
| 4  | The Fallen Arrow                |                 | 20 ottobre 1987   |                   |
| 5  | Rapaport's Back in Town         |                 | 27 ottobre 1987   |                   |
| 6  | She's Not Wild About Harry      |                 | 3 novembre 1987   |                   |
| 7  | Angela's Secret                 |                 | 10 novembre 1987  |                   |
| 8  | Solve It Again, Harry           |                 | 17 novembre 1987  |                   |
| 9  | State of the Art                |                 | 24 novembre 1987  |                   |
| 10 | Yankee Boodle Dandy             |                 | 1º dicembre 1987  |                   |
| 11 | Old Heroes Never Lie            |                 | 8 dicembre 1987   |                   |
| 12 | Gilhooley's is History          |                 | 13 gennaio 1988   |                   |
| 13 | Beware the Ides of May          |                 | 20 gennaio 1988   |                   |
| 14 | Waiting Game                    |                 | 27 gennaio 1988   |                   |
| 15 | Harry Does the Hustle           |                 | 3 febbraio 1988   |                   |
| 16 | Maginnis for the People         |                 | 10 febbraio 1988  |                   |